# Fredric Hasselquist
Fredric Hasselquist (3 de enero de 1722 - 9 de febrero de 1752) fue un explorador y naturalista sueco, uno de los diecisiete apóstoles de Linneo.
Hasselquist nace en Törnevalla, Östergötland. Teniendo en cuenta los frecuentes reproches de su profesor C. Linneo, con el que estudia en la Universidad de Upsala, sobre la falta de información de la historia natural de Palestina, Hasselquist resuelve realizar una expedición a ese país, obteniendo suficientes subscripciones para afrontar las expensas, saliendo hacia Esmirna a fines de 1749.
Visita partes de Asia Menor, Egipto, Chipre, Palestina, conformando grandes colecciones de historia natural, pero su constitución, naturalmente débil, y la fatiga del viaje, lo hacen fallecer cerca de Esmirna, camino a casa.
Sus colecciones llegan bien, y a cinco años de su deceso, se publican sus notas, por Linneo con el título Iter Palæstinum, Eller Resa til Heliga Landet, Förrättad Ifrån år 1749 til 1752, traducido al francés y al alemán en 1762, y al inglés en 1766 (Voyages and Travels in the Levant, in the Years 1749, 50, 51, 52).

## Honores

### Epónimos
Géneros
- (Apiaceae) Hasselquistia L.[1]

- La abreviatura «Hasselq.» se emplea para indicar a Fredric Hasselquist como autoridad en la descripción y clasificación científica de los vegetales.[2]

## Fuente
Traducción de los Arts. en lengua inglesa y francesa de Wikipedia.